# Грумелло-Кремонезе-ед-Уніті
Грумелло-Кремонезе-ед-Уніті, Ґрумелло-Кремонезе-ед-Уніті (італ. Grumello Cremonese ed Uniti) — муніципалітет в Італії, у регіоні Ломбардія,  провінція Кремона.
Грумелло-Кремонезе-ед-Уніті розташоване на відстані близько 430 км на північний захід від Рима, 60 км на південний схід від Мілана, 17 км на північний захід від Кремони.
Населення — 1823 особи (2014).

## Демографія
Населення за роками:

Станом на 1 січня 2023 року в муніципалітеті офіційно проживали 153 іноземці з 21 країни, серед них 49 громадян країн Євросоюзу та 4 громадяни України.

## Сусідні муніципалітети
- Аккуанегра-Кремонезе
- Аннікко
- Каппелла-Кантоне
- Кротта-д'Адда
- Піццигеттоне
- Сесто-ед-Уніті